# Rulleskrå
Rulleskrå også kaldet smalskrå, består af tobaksblade der er lagret, spundet og lagt i en lakridssovs, derefter skåret ud i små mundrette stykke, som man kan have liggende mellem kæbe og kind, hvor den afgiver nikotin.
| Pibe | Spire Denne artikel om tobaksrygning er en spire som bør udbygges. Du er velkommen til at hjælpe Wikipedia ved at udvide den. |